# Strada senza nome
Strada senza nome (The Street with No Name) è un film del 1948 diretto da William Keighley.

## Trama
A Center City avvengono alcuni crimini da una banda di ladri e il caso diventa federale. L'FBI manda un giovane agente in copertura Gene Cordell che riesce ad infiltrarsi nella banda e incastrare il loro capo Alec Stiles.